# Park Cheong-sam
Park Cheong-sam (kor. 박청삼; ur. 9 listopada 1946) – południowokoreański judoka. Olimpijczyk z Tokio 1964, gdzie zajął piąte miejsce w wadze lekkiej.
Brązowy medalista mistrzostw świata w 1967. Drugi na uniwersjadzie w 1967 roku.

## Letnie Igrzyska Olimpijskie 1964
| Konkurencja | Pierwsza runda         | Pierwsza runda      | Druga runda              | Klas. końcowa |
| Konkurencja | Przeciwnik I           | Przeciwnik II       | 1/4                      | Miejsce       |
| ----------- | ---------------------- | ------------------- | ------------------------ | ------------- |
| 68 kg       | André Bourreau (FRA) Z | Ronald Ford (AUS) Z | Ārons Bogoļubovs (URS) P | 5.            |